# SMS Lützow
El SMS Lützow fue el segundo crucero de batalla de la clase Derfflinger construido por la Marina Imperial alemana antes de la Primera Guerra Mundial. Encargado para reemplazar al viejo crucero protegido SMS Kaiserin Augusta, el Lützow fue botado el 29 de noviembre de 1913, aunque no se completó hasta 1916. Era buque gemelo del SMS Derfflinger, del cual solo se diferenciaba en que estaba armado con dos cañones adicionales de 150 mm en su batería secundaria y contaba con un compartimento estanco más en su casco. Recibió el nombre del general prusiano Ludwig Adolf Wilhelm von Lützow, que luchó en las Guerras Napoleónicas. 
El Lützow entró en servicio el 8 de agosto de 1915, pero no se unió al I Grupo de Exploración de la Flota de Alta Mar alemana hasta el 20 de marzo de 1916 debido a diversos daños surgidos en sus máquinas durante las pruebas de mar. Para entonces la Marina Imperial alemana ya había llevado a cabo las acciones ofensivas más importantes de la Gran Guerra, y por tanto el Lützow solo entró en combate hacia el final del conflicto mundial. Únicamente tomó parte en el bombardeo de las ciudades inglesas de Great Yarmouth y Lowestoft en abril de 1916, tras lo que se convirtió en buque insignia del almirante Franz von Hipper. Un mes después, el crucero estuvo plenamente inmerso en la batalla de Jutlandia, librada entre el 31 de mayo y el 1 de junio de 1916. Durante la batalla, el Lützow hundió el crucero de batalla británico HMS Invincible y también se cree que al crucero acorazado HMS Defence. Sin embargo, resultó dañado por el impacto de más de veinte proyectiles de gran calibre. Con la proa hundiéndose, el Lützow no pudo navegar de regreso a puerto y su tripulación abandonó la nave, tras lo que este fue echado a pique por dos torpedos disparados desde un barco de su escolta, el buque torpedero G38. 

## Construcción

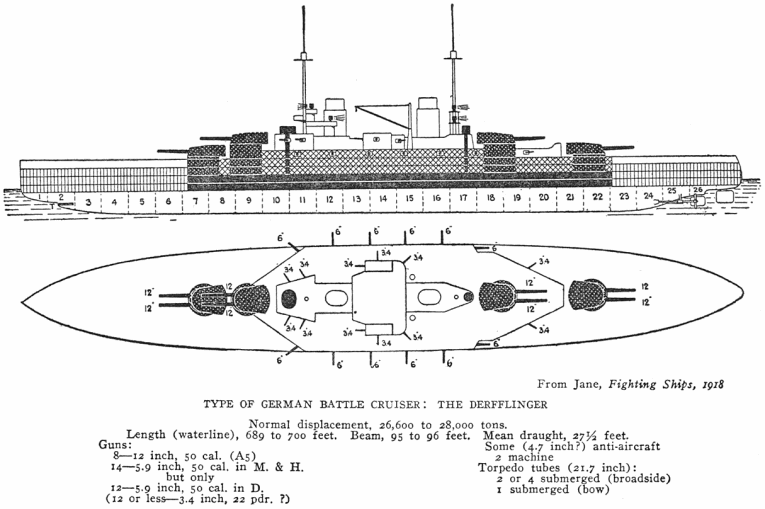
Plano de un crucero clase Derfflinger, de Jane's Fighting Ships (1919).

El SMS Lützow fue encargado como Ersatz Kaiserin Augusta para reemplazar al viejo crucero protegido SMS Kaiserin Augusta, que para entonces ya tenía 20 años. Construido en el astillero Schichau-Werft en Danzig, su quilla fue puesta en grada en mayo de 1912, fue botado el 29 de noviembre de 1913, y entró en comisión en la flota el 8 de agosto de 1915 para realizar pruebas de mar en Kiel a partir del 23 del mismo mes. Allí completó su acondicionamiento y recibió su armamento. Estando en pruebas, la turbina de baja presión de babor del Lützow resultó gravemente dañada, y su reparación duró hasta finales de enero de 1916, tras lo cual el buque hubo de someterse de nuevo a pruebas. Finalizadas estas el 19 de febrero, el crucero fue asignado al I Grupo de Exploración el 20 de marzo y llegó a su nueva unidad cuatro días después.
Una vez completo, el crucero de batalla desplazaba cerca de 27 000 toneladas y tenía 210 m de eslora, además de ser capaz de navegar a 26,4 nudos y recorrer 10 400 km a una velocidad de crucero de 14 nudos. Armado con una batería principal de ocho cañones de 305 mm, el Lützow fue el más grande y poderoso crucero de batalla alemán de su época junto con su gemelo Derfflinger.

## Historial de servicio

### Bombardeos de Great Yarmouth y Lowestoft
La primera gran operación en que tomó parte el Lützow fueron los bombardeos de las ciudades costeras inglesas de Great Yarmouth y Lowestoft entre los días 24 y 25 de abril de 1916. El contralmirante Franz von Hipper, comandante del I Grupo de Exploración, estaba de licencia por enfermedad, por lo que los barcos alemanes fueron dirigidos en esa ocasión por el contralmirante Friedrich Bödicker, que tuvo bajo su mando al Seydlitz, buque insignia, y a los cruceros de batalla Derfflinger, Lützow, Moltke y SMS Von der Tann. Todos partieron del estuario del río Jade a las 10:55 del 24 de abril apoyados por una fuerza de cobertura compuesta por seis cruceros ligeros y dos flotillas de buques torpederos. Las unidades pesadas de la Flota de Alta Mar zarparon después, a las 13:40, con la función de dar soporte lejano a las unidades de Bödicker. El Almirantazgo británico tenía conocimiento de la operación germana gracias a la interceptación de sus señales inalámbricas, e hizo zarpar a su Gran Flota a las 15:50.
Hacia las 14:00 los navíos dirigidos por Bödicker habían alcanzado una posición frente a Norderney, donde viraron al norte para evitar a los observadores holandeses de la isla de Terschelling. A las 15:38 el Seydlitz golpeó una mina marina y su explosión le abrió un boquete de quince metros de largo en su casco, justo detrás de su tubo lanzatorpedos de estribor, embarcando 1400 t de agua. El crucero hubo de retirarse acompañado por las unidades de escolta a una velocidad de 15 nudos, mientras que los cuatro cruceros restantes viraron inmediatamente al sur en dirección a Norderney para evitar otras minas. Para las 16:00 el Seydlitz estaba fuera de un peligro inminente y se detuvo para permitir el desembarque de Bödicker, que embarcó en el torpedero V28 y se trasladó al Lützow.
A las 04:50 del 25 de abril, los cruceros de batalla alemanes se aproximaban a Lowestoft cuando los cruceros ligeros Rostock y SMS Elbing, que cubrían el flanco sur, avistaron los cruceros ligeros y destructores de la Fuerza Harwich del comodoro Reginald Tyrwhitt. Bödicker no quiso distraerse con los buques británicos y ordenó a sus buques abrir fuego contra la costa, donde destruyeron dos baterías costeras de 150 mm y dañaron inmuebles de la localidad británica. Por el contrario, un proyectil hizo blanco al Moltke, aunque la nave no sufrió daños significativos.
En torno a las 05:20, los atacantes germanos viraron al norte, hacia Great Yarmouth, a donde llegaron 20 minutos después. Para esa hora la visibilidad era muy pobre y los buques solo dispararon una salva cada uno, con la excepción del Derfflinger, que hizo catorce rondas de sus baterías principales. Tras ello pusieron rumbo sur, pero entonces se toparon por segunda vez con la Fuerza Harwich, que ya estaba en combate con los seis cruceros ligeros de cobertura de la formación alemana. Los barcos de Bödicker abrieron fuego desde 12 000 m y pusieron en huida a Tyrwhitt hacia el sur, pero no antes de dañar gravemente al crucero Conquest. Debido a informes sobre la presencia de submarinos británicos y ataques torpederos, Bödicker interrumpió la persecución del enemigo y puso rumbo al este, hacia el grueso de la Flota de Alta Mar, cuyo comandante Reinhard Scheer, advertido de la salida de la Gran Flota británica de Scapa Flow, dio la vuelta hacia Alemania.

### Batalla de Jutlandia
A las 02:00 CET del 31 de mayo de 1916 el I Grupo de Exploración partió del estuario del río Jade encabezado por el Lützow, buque insignia de Franz von Hipper, al que seguían su gemelo Derfflinger y el Seydlitz, el Moltke y el Von der Tann. Los cruceros de batalla iban acompañados por el II Grupo de Exploración comandando por Bödicker y compuesto por los cuatro cruceros ligeros Frankfurt, Wiesbaden, Pillau y Elbing. La fuerza de reconocimiento iba escoltada por treinta torpederos de las II, VI y IX Flotillas, dirigidas por el crucero Regensburg.
Hora y media después dejó el Jade la Flota de Alta Mar del almirante Scheer con sus dieciséis acorazados dreadnought y el IV Grupo de Exploración formado por los cruceros ligeros Stettin, München, Hamburg, Frauenlob y Stuttgart, además de 31 torpederos de las I, III, V y VII Flotillas liderados por el crucero ligero Rostock. Los seis acorazados pre-dreadnought del II Escuadrón de Batalla habían partido del río Elba a las 02:45 y se reunieron con la flota de batalla a las 5:00. La operación pretendía ser una repetición de las anteriores acciones de la flota alemana: atraer solo unas cuantas unidades de la Gran Flota británica para destruirlas.

#### Acciones iniciales

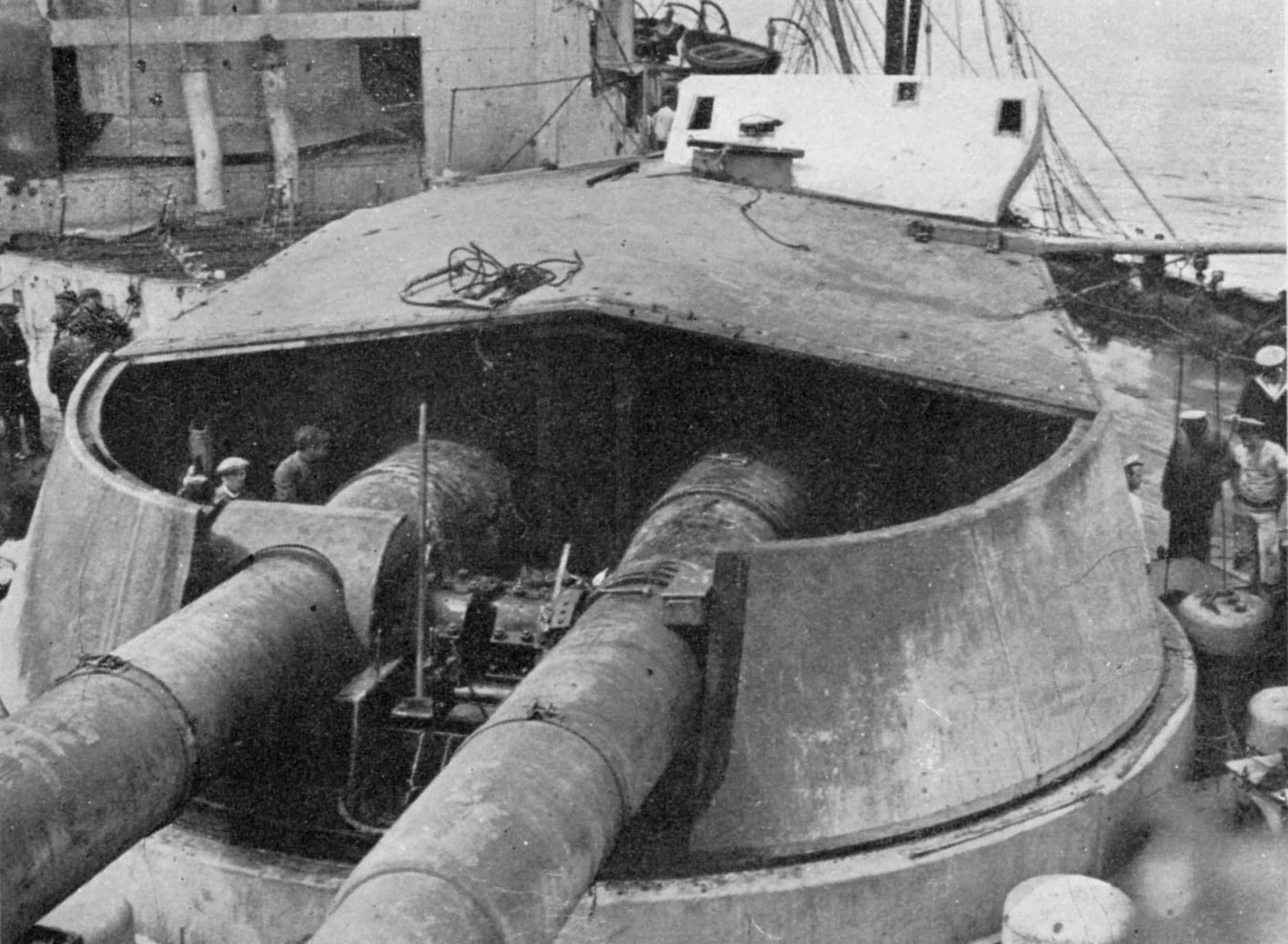
La torreta Q del Lion, completamente destruida por un proyectil del Lützow, tras la batalla.

Poco antes de las 16:00 el I Grupo de Exploración se topó con el 1.º Escuadrón de Cruceros de batalla del vicealmirante David Beatty, y Hipper ordenó que en el Lützow se izara la señal «Distribución de fuego desde la izquierda». Los buques alemanes abrieron fuego primero desde un rango de 14.000 m. Los dos cruceros que encabezaban la formación británica, el Lion y el Princess Royal, concentraron su fuego en el Lützow, aunque los telémetros británicos calcularon mal el rango de las naves alemanas y sus primeras salvas cayeron una milla detrás de estas. Como ambas líneas de cruceros se desplegaron para atacar a su oponente correspondiente, el Lützow comenzó un duelo con su contraparte británica, el Lion. A las 16:51 ya le había impactado en dos ocasiones sin causarle daños graves, nueve minutos después el Lion hizo su primer blanco en el buque insignia germano a la altura de su castillo de proa sin dañarlo seriamente, pero casi simultáneamente el Lützow le hizo un tremendo impacto con un obús de 305 mm que penetró el techo de su torreta Q y detonó las municiones almacenadas en su interior. De no haber sido por la actuación decidida del comandante de la torreta, el mayor Francis Harvey, que decidió inundar el pañol de municiones, se habría producido una explosión catastrófica. De hecho, media hora después de la destrucción de la torreta, un fuego se propagó a la cámara que estaba justo encima de la misma y habría hecho detonar todas las cargas de su interior si estas no hubieran sido inundadas.

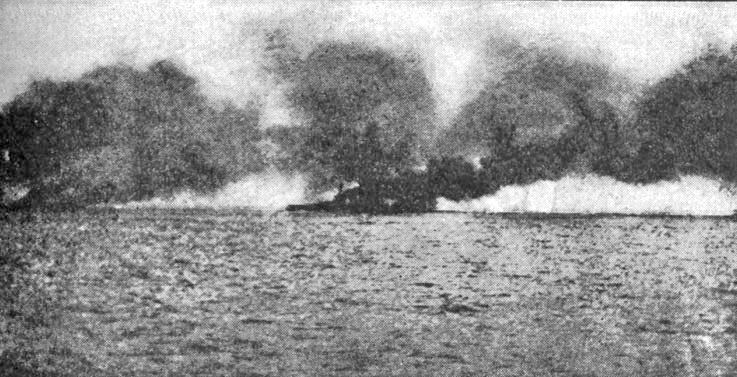
El Lion ardiendo por los proyectiles del Lützow.

A las 17:03 el más retrasado de los cruceros de batalla británicos, el Indefatigable, había sido alcanzado en numerosas ocasiones por su contraparte alemana, el Von der Tann. Los obuses penetraron e incendiaron su pañol de municiones trasero y lo hicieron detonar en una brutal explosión que lo seccionó en dos partes. Poco después el Lützow le hizo varios impactos más al Lion sin conseguir dañarlo de importancia. En un intento por reagrupar a sus naves, el almirante Beatty trató de virar sus barcos dos grados aprovechando la llegada a escena y el fuego de cobertura de los acorazados clase Queen Elizabeth del 5.º Escuadrón de Batalla. Como los cruceros británicos comenzaban a alejarse, el Seydlitz y el Derfflinger fueron capaces de concentrar sus andanadas en el Queen Mary. Los testigos afirmaron que al menos cinco obuses de dos salvas hicieron blanco en la nave inglesa, que explotó y se desgarró en dos mitades. Poco después de la explosión del Queen Mary, los destructores de ambos contendientes intentaron un ataque torpedero a la línea enemiga: los británicos Nestor y Nicator dispararon al Lützow sin acertarle ningún impacto.
Las naves principales de la flota de batalla alemana comandada por Scheer llegaron a las 18:00 a un rango efectivo sobre los barcos británicos y comenzaron el intercambio de cañonazos con los cruceros británicos y los acorazados clase Queen Elizabeth. Durante los enfrentamientos entre la flota combinada alemana y el 1.º y 5.º Escuadrones de batalla británicos, el Lützow sufrió daños en sus dos transmisores inalámbricos, por lo que el único modo de comunicación con otros navíos que le quedó fueron los reflectores.

#### Combate entre las flotas de batalla
Poco después de las 19:00, el crucero ligero alemán Wiesbaden había quedado fuera de combate por un proyectil del Invincible, por lo que los cruceros de batalla germanos hicieron un giro de 16 puntos y se dirigieron hacia el navío paralizado a gran velocidad. El III Escuadrón de combate de la flota alemana, compuesto por los más poderosos acorazados de la marina imperial, también alteró su curso para asistir al Wiesbaden. Simultáneamente, los III y IV Escuadrones de cruceros ligeros británicos iniciaron un ataque torpedero a la línea alemana, y mientras avanzaban hasta el rango torpedero, atacaron al Wiesbaden con sus cañones principales. Durante el viraje al noreste los destructores británicos Onslow y Acasta lanzaron torpedos al Lützow sin conseguir hacerle blanco, aunque a cambio el crucero alemán acertó al Onslow con tres impactos de sus baterías secundarias y le obligó a alejarse.
A las 19:15, los cruceros de batalla alemanes avistaron al crucero acorazado británico Defence, que se había unido al ataque al Wiesbaden. Hipper dudó al principio, pues lo confundió con el Rostock, pero inmediatamente el capitán de navío Harder, comandante del Lützow, ordenó a los artilleros dispararle. Al ataque se sumaron los otros cruceros germanos y el Lützow disparó cinco rápidas salvas, por lo que el Defence recibió impactos de varios proyectiles alemanes de grueso calibre y desapareció en medio de una enorme explosión después de que uno de ellos penetrara su pañol de municiones.
Para las 19:24, el 3.º Escuadrón de cruceros de batalla británico había formado delante de la línea alemana con los navíos restantes de Beatty y comenzó a atacar al Lützow y el Derfflinger. En el lapso de ocho minutos el Invincible acertó ocho proyectiles sobre el Lützow, la mayoría de ellos en su proa, lo que provocó una importante inundación que más tarde obligaría a echarlo a pique. Como respuesta, Lützow y Derfflinger concentraron su fuego en el Invincible y a las 19:33 la tercera salva del buque insignia de Hipper penetró la torreta central del buque británico y prendió su pañol, provocando el hundimiento del navío en medio de enormes explosiones.
Sobre las 19:30, la Flota de Alta Mar, que estaba en persecución de los cruceros británicos, todavía no se había topado con la Gran Flota. Scheer había estado considerando retirar sus fuerzas antes de que la oscuridad las expusiera a un ataque con torpedos del enemigo. No había tomado la decisión cuando sus acorazados de vanguardia encontraron el cuerpo principal de la Gran Flota, lo que impedía al almirante alemán retirarse como tenía planeado, pues habría sacrificado los más lentos acorazados pre-dreadnought del II Escuadrón de combate. Si optaba por usar los dreadnought y cruceros para cubrir su retirada, habría sometido sus barcos más poderosos al abrumador fuego británico. En su lugar, Scheer ordenó a sus naves realizar un giro de 16 puntos a estribor, con lo que los pre-dreadnought se colocaron en la más segura parte libre de combate de la formación alemana.

#### ElLützowse retira
Los otros cruceros siguieron el movimiento, pero el Lützow había perdido velocidad y fue incapaz de mantener el ritmo, por lo que la nave intentó retirarse hacia el sur para escapar de los obuses británicos. Hacia las 20:00, la inundación de proa había alcanzado el pañol de la torreta delantera, por lo que la tripulación sacó de este todos los proyectiles y municiones que podían ser almacenados en la cámara de trabajo por debajo de la torreta. Poco antes el comodoro Michelson, a bordo del crucero Rostock, envió a los torpederos de la I Media Flotilla para ayudar al Lützow. El G39 se colocó a su lado para embarcar al almirante Hipper y su Estado Mayor con órdenes de trasladarlos a todos a otro crucero de batalla. El V45 y el G37 comenzaron a tender una pantalla de humo entre el maltratado crucero y la línea británica, a pesar de lo cual a las 20:15, antes de que esto hubiera terminado, el Lützow recibió cuatro impactos de grueso calibre en rápida sucesión. Uno atravesó la torreta delantera y la deshabilitó temporalmente, además de detonar una carga propulsora y destrozar el cañón derecho. El segundo obús averió el control eléctrico de la torreta trasera, que a partir de ese momento debió ser operada manualmente. El Lützow hizo su último disparo a las 20:45, cuando la cortina de humo ya lo había ocultado de la línea británica.
A medida que la flota alemana se retiraba después de la caída de la noche, el Lützow, navegando a 15 nudos, intentó alcanzar la retaguardia de la línea alemana para buscar la seguridad del lado más alejado del combate. Hacia las 22:13, el último buque de la formación germana perdió de vista al Lützow, que no pudo seguir el ritmo de la flota. El almirante Reinhard Scheer, comandante de la Flota de Alta Mar, tuvo la esperanza de que en la brumosa oscuridad el crucero de batalla pasara inadvertido y pudiera alcanzar algún puerto alemán. Hacia las 21:30, el crucero se estaba hundiendo, y el agua comenzaba a saltar a su cubierta y al castillo de proa sobre la cubierta blindada principal, lo que demostraría ser un problema muy grave.

#### ElLützowechado a pique

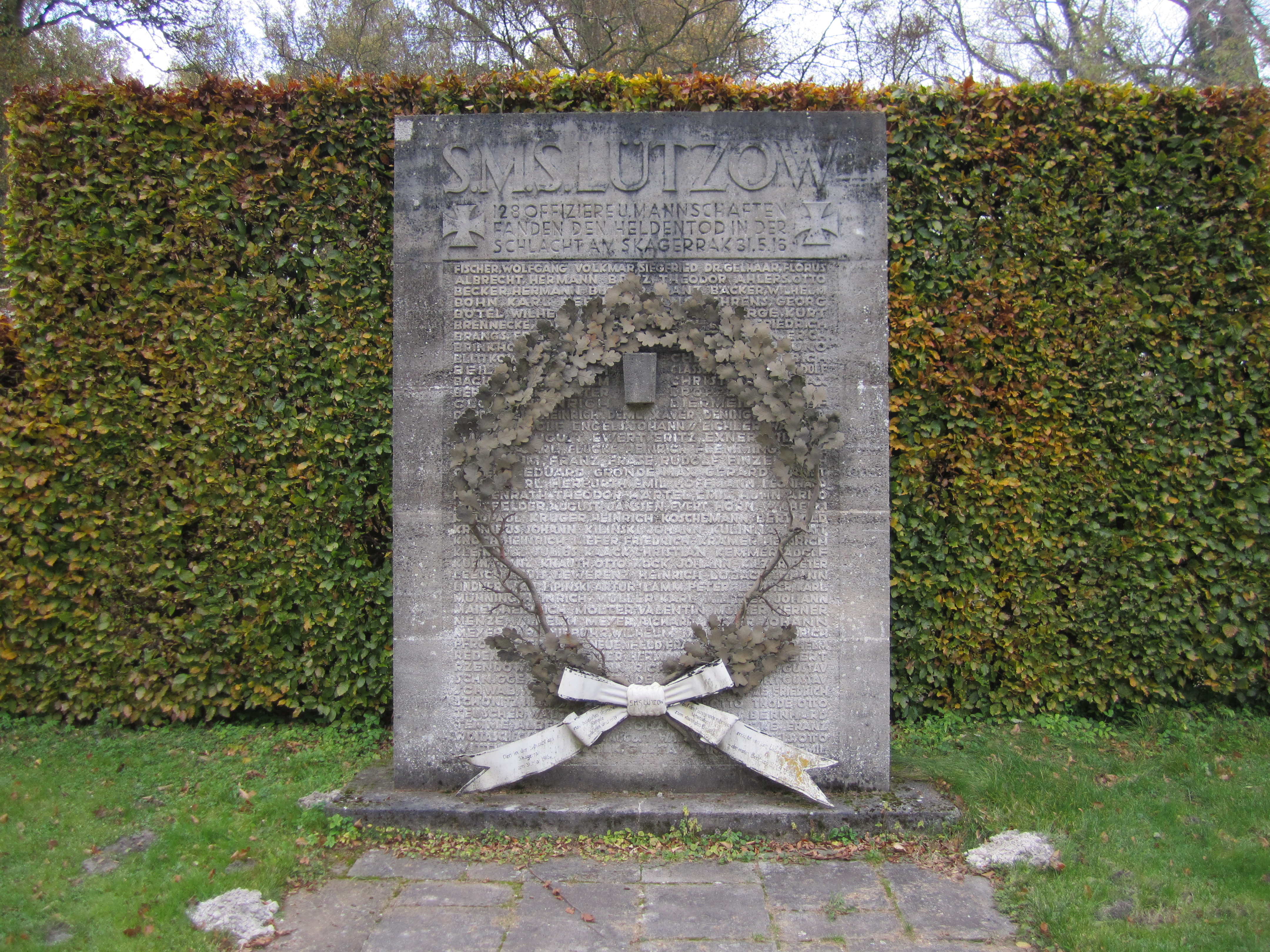
Lápida en el cementerio memorial Ehrenfriedhof de Wilhelmshaven en recuerdo de los fallecidos a bordo del Lützow.

A media noche todavía había esperanzas de que el dañado Lützow volviera a puerto. El crucero de batalla fue capaz de navegar a siete nudos hasta las 00:45, momento en que comenzó a inundarse más, y para la 01:00 había demasiada agua en el casco para ser bombeada. El agua empezó a penetrar en los compartimentos de los generadores de proa, lo que obligó a la tripulación a trabajar a la luz de las velas. Sobre la 01:30, el crucero estaba tan hundido que se comenzó a anegar la sala de la caldera delantera, además de casi todos los compartimentos de proa, la torre de mando y por debajo de la cubierta blindada principal. El agua también penetraba en el barco a través de los orificios abiertos por los proyectiles en el castillo de proa, por encima de la cubierta acorazada, mientras que la mayoría de la parte superior de la nave en su zona delantera y de la barbeta proel también quedaron bajo las aguas. La tripulación del crucero de batalla intentó parchear los agujeros de los obuses tres veces, pero el aumento de la inundación y del calado del barco hizo que el agua se apoderara de la cubierta y dificultara todos los trabajos de reparación.
La tripulación probó a invertir la dirección del buque y navegar hacia atrás, pero esto se tuvo que abandonar cuando la proa empezó a desaparecer bajo el agua y las hélices emergieron como consecuencia del aumento del calado delantero hasta más de 17 metros. Se estima que hacia las 2:20 el crucero había embarcado 8000 toneladas de agua y estaba en serio peligro de zozobrar, por lo que su capitán Harder dio la orden de abandonar la nave y los buques torpederos G37, G38, G40 y V45 se acercaron al crucero para evacuar a sus tripulantes. A las 02:45, el puente del Lützow ya estaba bajo el agua. El G38 le disparó dos torpedos y dos minutos después el crucero de batalla desapareció bajo las olas, a unos 60 km al noroeste de Horns Reef. Se cree que el pecio se encuentra en las coordenadas 56°15′N 5°53′E / 56.250, 5.883.
Seis fogoneros quedaron atrapados bajo cubierta en el cuarto del dinamo de diésel donde se detuvieron para mantener la electricidad disponible a todo el barco; estos fogoneros reportaron a través de los tubos de comunicación a los oficiales en cubierta que la puerta del compartimiento donde se encontraban se había atascado, el compartimiento se inundo lentamente hasta cierta altura pero las bombas de su área lograron evitar que todo su cuarto quedara sumergido en agua. Al enterarse de que no podrían ser rescatados, dos de estos hombres se volvieron violentos de desesperación y los otros cuatro tuvieron que amarrarlos; esos otros cuatro se mostraron más serenos ante el prospecto de la muerte y acordaron sacrificarse para seguir en sus puestos trabajando en el dínamo por todo el tiempo que les fuera posible. Estos hombres, naturalmente, se hundieron con el barco y se puede especular que vivieron por algún tiempo en su campana de aire hasta que el los componentes y cableados eléctricos fallaron por el agua salada lo cual desactivo las bombas y presumiblemente los llevó a morir ahogados.
Durante la batalla de Jutlandia el Lützow disparó alrededor de 380 obuses de sus cañones principales y 400 de los secundarios, además de dos torpedos. A cambio, recibió el impacto de 24 proyectiles británicos de grueso calibre y su tripulación sufrió 115 muertos y otros 50 heridos, pérdidas solo superadas por los 157 muertos y 26 heridos a bordo del Derfflinger.